# Žarko Mijatović
Žarko Mijatović (Subotica, 28. siječnja 1933. – Zenica, 16. listopada 2011.), bio je bosanskohercegovački glumac iz zajednice Hrvata, a rođenjem Hrvat iz Vojvodine.
Rodio se 1933- u Subotici. Pohađao je gimnaziju u Vinkovcima od 1944. do 1946. Nakon što ju je završio, otišao je na studij u Sarajevu studirait ekonomiju. U isto je vrijeme bio studirao i glumu u Dramskom studiju i Malom pozorištu. Prvi profesionalni ugovor sklopio je s mostarskpm kazališnom kućom Narodnim pozorištem 1959., a sa zeničkom kazališnom kućom Narodnim pozorištem radi od 1964. godine, gdje se je u potpunosti afirmirao, postavši prvak zeničkog kazališta. 
Najveće glumačke dosege je iskazao glumeći uloge Ahmeda Nurudina (Meša Selimović, Derviš i smrt), Nosača Samuela (Isak Samokovlija, Pasthva nosača Samuela), Jage (William Shakespeare, Othello) i drugima. Često je gostovao u radijskim i televizijskim dramama i serijama Televizije Sarajeva. 
Predavao je glumu u zeničkom Dramskom studiju Zenica, prenoseći glumačko znanje mladim glumcima. U zeničkoj je matičnoj kazališnoj kući bio kazališni redatelj. 
Umirovio se tijekom rata u Bosni i Hercegovini, (1993.), no i poslije je povremeno u zeničkom kazalištu. 
Bio je predsjednikom zeničkog Hrvatskog kulturnog društva Napredak.
Izabrane filmske uloge:
- Lud, zbunjen, normalan
- Husinska buna
- Partizanska eskadrila
- Prkosna delta
- Tale
- Valter brani Sarajevo kao agent Gestapoa Wilder
- Ugursuz
- Odbornici